# Горня Требиня
45°26′ пн. ш. 15°41′ сх. д. / 45.43° пн. ш. 15.68° сх. д.
Горня Требиня (хорв. Gornja Trebinja) — населений пункт у Хорватії, у Карловацькій жупанії у складі міста Карловаць.

## Населення
Населення за даними перепису 2011 року становило 169 осіб.
Динаміка чисельності населення поселення: